# نورویچ، شهرستان میسوکی، میشیگان
نورویچ (به انگلیسی: Norwich Township) یک منطقهٔ مسکونی در ایالات متحده آمریکا است که در شهرستان میسوکی واقع شده‌است.
 نورویچ  ۶۱۱ نفر جمعیت دارد و ۳۶۳ متر بالاتر از سطح دریا واقع شده‌است.